# Медведєв Олександр Юрійович
Олександр Юрійович Медведєв (рос. Александр Юрьевич Медведев; 23 травня 1979, м. Ярославль, СРСР) — російський хокеїст, захисник. Виступає за «Шахтар» (Солігорськ) у Білоруській Екстралізі. Майстер спорту.
Вихованець хокейної школи «Торпедо»/«Локомотив» (Ярославль). Виступав за «Торпедо» (Ярославль), ХК «Секешфехервар», СКА (Санкт-Петербург), ЦСК ВВС (Самара), ХК «Гомель», «Хімік-СКА» (Новополоцьк), «Юніор» (Мінськ), «Унія» (Освенцім), «Амур» (Хабаровськ), «Динамо» (Мінськ), «Німан» (Гродно).
Срібний призер чемпіонату Білорусі (2011).